# 特別模範騎手賞
特別模範騎手賞（とくべつもはんきしゅしょう）とは、日本中央競馬会 (JRA) の厩舎関係者表彰のひとつである。

## 概要
該当年度中に中央競馬に所属している騎手の中で、東西のいずれかで勝利数、獲得賞金額、勝率各部門のうち5位に入り、なおかつ制裁点が0点の者が受賞する。
高度な成績を残し、かつ徹底的なフェアプレーを行わなければならず、また調整ルームへの遅刻（許可済みのものや正当なものを除く）などでも制裁点は加点されてしまうので、1980年度に現名称となってから2016年度までに受賞者は5名（6回）しかいない。JRA騎手歴代第2位となる13回のフェアプレー賞受賞を誇り、調教師などからもフェアプレーで知られていた村本善之でさえも、この特別模範騎手賞は一度も受賞できなかった。
2004年に藤田伸二が受賞した際、武豊は「あれだけの騎乗数、勝ち鞍を残して受賞するのは凄い」とコメントしており、当の藤田も「引退までに何度でも取りたい」「これで1つ、豊さんにない記録を作ることができた」と発言している。なお、藤田は2010年にも特別模範騎手賞を受賞し、唯一の同賞複数回受賞者でもある。フェアプレー賞も2011年度までに16回受賞し、同賞の受賞回数も歴代最多である。
2016年には、史上初めて複数の騎手が同時に特別模範騎手賞に選出された（戸崎圭太と川田将雅の2騎手）。

## 歴史
1980年度より、前年度までの「模範騎手賞」を引き継ぐ形で創設された。しばらくは本賞と選考基準を改めた「模範騎手賞」が併存していたが、2024年時点では一本化されている。

### 過去の受賞者

#### 模範騎手賞（ - 1979年）
1954年に野平祐二が受賞している。

#### 特別模範騎手賞（1980年 - ）
| 年度   | 受賞者            | 年度成績              |
| ------ | ----------------- | --------------------- |
| 1993年 | 柴田政人          | 616戦113勝            |
| 1997年 | 河内洋            | 536戦80勝             |
| 2004年 | 藤田伸二          | 805戦121勝            |
| 2010年 | 藤田伸二          | 632戦92勝             |
| 2016年 | 戸崎圭太 川田将雅 | 969戦187勝 715戦135勝 |